# Mistrzostwa Europy w Lekkoatletyce 1954 – rzut oszczepem kobiet

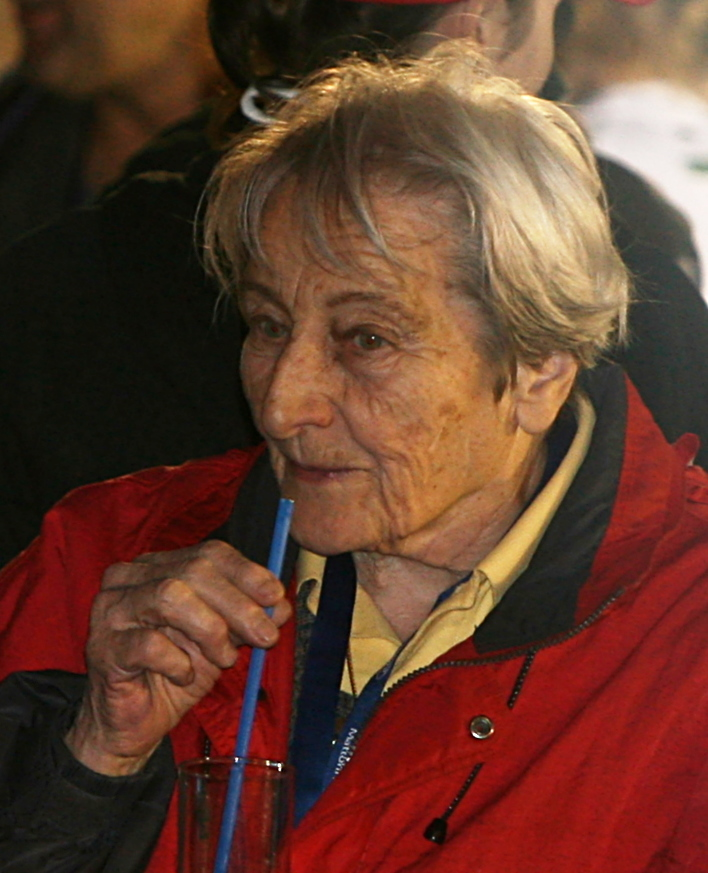
Dana Zátopková w 2007

Rzut oszczepem kobiet był jedną z konkurencji rozgrywanych podczas V Mistrzostw Europy w Bernie. Rozegrano od razu finał 25 sierpnia 1954. Zwyciężczynią tej konkurencji została reprezentantka Czechosłowacji Dana Zátopková. W rywalizacji wzięło udział czternaście zawodniczek z dziesięciu reprezentacji.

## Rekordy
| Rekord świata     | Nadieżda Koniajewa (SUN) | 55,48 | Kijów, ZSRR      | 06.08.1954 |
| Rekord Europy     | Nadieżda Koniajewa (SUN) | 55,48 | Kijów, ZSRR      | 06.08.1954 |
| Rekord mistrzostw | Natalia Smirnicka (SUN)  | 47,55 | Bruksela, Belgia | 23.08.1950 |

## Wyniki
| Miejsce | Zawodniczka        | Wynik | Uwagi |
| ------- | ------------------ | ----- | ----- |
| 1       | Dana Zátopková     | 52,91 | CR    |
| 2       | Virve Roolaid      | 49,94 |       |
| 3       | Nadieżda Koniajewa | 49,49 |       |
| 4       | Jutta Krüger       | 47,39 |       |
| 5       | Aleksandra Czudina | 47,05 |       |
| 6       | Cmiljka Kalušević  | 46,78 |       |
| 7       | Jadwiga Majka      | 44,80 |       |
| 8       | Erzsébet Vigh      | 43,74 |       |
| 9       | Almut Brömmel      | 42,39 |       |
| 10      | Ingrid Almqvist    | 41,95 |       |
| 11      | Betta Gross        | 41,47 |       |
| 12      | Anneliese Reimesch | 41,36 |       |
| 13      | Lily Kelsby        | 40,78 |       |
| 14      | Marlies Schwärzler | 35,28 |       |